# Приходько Андрій Володимирович
Андрі́й Володи́мирович Прихо́дько — полковник Національної гвардії України.

## З життєпису
Заступник командира військової частини 3011, командир військової частини 3011 — місто Кривий Ріг.
9 жовтня 2014-го під час ротації провернувся з іще 193-ма бійцями до Кривого Рогу.
Станом на березень 2017-го — старший офіцер відділу забезпечення миротворчої діяльності, 22-га окрема бригада НГУ.

## Нагороди
19 липня 2014 року — за особисту мужність і героїзм, виявлені у захисті державного суверенітету та територіальної цілісності України, вірність військовій присязі під час російсько-української війни, відзначений — нагороджений орденом «За мужність» III ступеня.